# 2014年冬季奥林匹克运动会相关问题
2014年冬季奧林匹克運動會產生了不少爭議，俄羅斯違反奧林匹克休戰協定干涉了2014年克里米亞危機，主辦國俄羅斯的禁藥醜聞更是使體壇蒙上陰影。

## 開賽前

### 准备工作
本届冬季奥运会开幕之际，多国记者抵达索契后发现酒店等基础设施尚未准备就绪，住宿条件恶劣，媒体村一些酒店甚至尚未完工，因此对冬奥会的筹备工作提出不满。然而俄罗斯副总理德米特里·科扎克对西方媒体的报道表示不满，认为这些报道是对俄罗斯的偏见。负责本届冬奥会部分基础设施建设工程的俄罗斯铁路股份公司总裁亚库宁也表示西方媒体只注重报道俄罗斯准备工作的不足之处，而对已经做好的充分准备视而不见，并对此感到不快。而很多运动员也为准备工作表示满意，称仅有一些小问题。俄罗斯总统发言人表示会努力解决准备工作中的缺陷。

### 抵制
俄罗斯于2013年6月通过法律禁止在任何有未成年人在场的场合公開谈论同性恋等，引发各国LGBT群体及平权运动人士不满及批评。许多著名人士因此对本届冬季奥运会提出呼籲公开抵制奧運會，包括美国歌手女神卡卡和英国作家及演员史蒂芬·弗莱等。
多国政要亦表示不会出席本届冬奥会（但主要原因並非是俄國通過反同性戀法律），其中包括德國聯邦總統约阿希姆·高克和法国总统弗朗索瓦·奥朗德，二人虽未明确给出不出席的原因，但外界媒体多猜测与这项同性恋歧视法案相关。英国首相戴维·卡梅伦也表示不会出席，但称并非是对本届冬奥会的抵制。美国总统贝拉克·奥巴马虽不同意抵制本届冬奥会，但表示自己和夫人以及副总统乔·拜登均不会出席，且亲自任命两位已公开出柜的运动员代表美国出席开幕式，而随后又有一名代表团成员公开出柜。
2014年2月7日，本届冬奥会开幕前夕，Google在其主页的Doodle中采用彩虹旗作为背景，并在网页中加入一段《奥林匹克宪章》的节选，被媒体认为是对俄罗斯反同性恋政策的批评。
但俄罗斯政府表示，到访的国外同性恋运动员和观众不会受到迫害。总统普京也向国际奥委会主席托马斯·巴赫保证，称欢迎同性戀運動員和觀眾參加索契冬奧會。
此外，2013年7月17日，有美国参议员提案呼吁抵制本届冬奥会以表达对俄罗斯为爱德华·斯诺登提供庇护一事的抗议。但这一提案最终遭到否决。
2013年11月7日，国际奥委会主席托马斯·巴赫在联合国大会上呼吁所有国家放弃抵制奥运会，称“反对任何形式的抵制”。2014年2月4日，巴赫在国际奥林匹克委员会全会上再次对因政治原因而抵制奥运会的行为表示反对和批评，并表示“反对任何形式的歧视”。

## 开幕式失误
2014年2月7日，在索契冬奥会开幕式上出现了一个失误：空中飘浮的雪花慢慢张开组成奥运五环，但是其中一朵雪花没有打开。中国中央电视台的解说员张斌在现场解说中圆场称，这朵雪绒花代表的就是冬奥会。而在俄罗斯国家电视台的直播中，则为彩排的画面，为5个圆环正常打开的情况。而冬奥会组委会表示，此为技术性失误。这一小缺陷在闭幕式中得到弥补。

## 恐怖攻擊威脅疑慮
开幕式当天，一名乌克兰人劫持原计划从乌克兰哈尔科夫飞往伊斯坦布尔的土耳其飞马航空公司PGT751号班机。该名男子谎称飞机上装有炸弹，要求航班改变航线，飞往索契。这架波音737-800客机的驾驶员关闭飞行显示器，在两架土耳其空军F-16战机的护送下，将飞机降落在萨比哈·格克琴国际机场，使得男子误以为飞机降落在索契。男子疑似摄入过量酒精，飞机降落后就被带到土耳其当地的安全部门。

## 毒殺流浪貓狗爭議
流浪猫狗问题早在奥运会开幕前就已出现，2014年2月3日，索契政府聘请专业公司以消灭流浪狗，引发国际社会的谴责。该计划最终因当地居民的投诉而被搁置，改为将在街上收集到的猫狗安置在庇护所中。

## 禁藥醜聞

### 過程
2016年5月，俄國有部分参加过當時冬奥会运动员被指像田徑一樣曾服用禁药。
當時，藏身於美國的俄罗斯反禁药机构实验室前负责人格里戈里·罗琴科夫向媒体爆料称，该国有多名运动员曾在奧運期间服用禁药（15個為獎牌得主），同时该国还采取包括替换尿液样本在内的一些措施帮助运动员逃过处罚，国际奥委会主席巴赫对此回应称如果此事属实，俄罗斯全队的2016年奥运参赛资格可能会被剥夺。
而世界反运动禁药机构也将于7月18日公布关于俄罗斯运动员在當時服用禁药的情况，如果有证据显示问题严重，俄罗斯全队有可能面临失去里約奥运参赛资格的风险。
7月18日，世界反运动禁药组织公布報告，该报告的作者Richard McLaren称俄羅斯政府有計畫支持選手使用禁藥，甚至該國體育部、反禁藥機構及情報機構聯邦安全局也在其中，涉及多個項目，使全隊失去里约奧運參賽資格的風險提高，世界反运动禁药组织也將在7月19日決定是否保留俄羅斯參賽資格，对此俄國當局称這是一種「政治陰謀」。
報告稱俄羅斯因為在2010年冬季奧運成績只有第11名，也只有3面金牌，才會有俄羅斯政府有計畫支持選手使用禁藥的行為。.
2016年7月18日，世界反禁藥組織公布第一部分報告顯示俄羅斯政府支持俄羅斯運動員在本屆冬季奧運使用禁藥。
2016年12月9日，世界反禁藥組織公布了第二部分報告  擴大了7月18日所言並說明 「兩個俄羅斯運動員共獲得4個索契冬季奧運金牌，和一個女性銀牌獲得者樣本鹽分的含量是生理上不可能的」以及「12名（俄羅斯）獲得獎牌的運動員...從44個檢查樣品在他們的B瓶樣品的瓶蓋的內側有劃痕和標記，表明樣本遭到竄改」。若因此宣布將追回獎牌時，這屆獎牌榜將會更新。同時俄羅斯可能得繳回12面奧運獎牌，並失去獎牌榜首名的位置。

### 對之後賽事的影響
国际奥委会在7月24日决定不全面禁止俄罗斯参加下月里约热内卢奥运，而是交由各单项体育联合会决定，最終使原本389人的代表團降至291人。
但是這不代表當年殘奧會不會被全面禁賽，2016年8月7日，國際帕拉林匹克委員會宣布因俄罗斯代表团在国家支持下服用兴奋剂，並涉及到主要為2014年冬季殘奧會（當時俄羅斯獲得30面金牌，37%獎牌由俄羅斯獲得），而且Richard McLaren報告提出，在2011年至2015年8月間643起禁藥問題中有35起是在帕運會項目，决定对本届残奥会全部俄罗斯运动员给予禁赛处罚，上屆帕運的獎牌榜成績為第二名（2008年夏季帕拉林匹克運動會為第8名）。而此前国际奥委会在当年的奥运会中因為時間問題并未对俄罗斯代表团做出全面禁赛的决定，而是交由各单项体育联合会决定。而原要派出的267人的俄羅斯的上訴，在同年8月23日被駁回，確定無緣本屆帕運，對此該國體育部長說這是政治上的決定，對運動員非常不公平。同時2018年冬季帕拉林匹克運動會也被禁賽但俄羅斯可能恢復資格，2018年冬季奧林匹克運動會則可能面臨全面禁賽，但是國際奧委會尚未宣布俄羅斯的去留。
目前俄羅斯連同溫哥華冬季奧運樣本正在進行重驗，尚未知道結果，但是也可能造成俄羅斯可能禁賽或削減參賽名額產生影響。同時可能會失去12面奧運獎牌包含當事人及11名隊友，並失去獎牌榜首名的位置。
2019年，随着俄罗斯正式被禁止以国家名义参加或举办任何全球性体育活动，俄罗斯正式被全面禁止参加2020年夏季奥林匹克运动会与2022年冬季奥林匹克运动会。2021年，隨著國際體育仲裁法庭調整禁令，俄羅斯被准許以奧委會名義參加這兩屆奧運會。